# Kevin Hatcher
Kevin John Hatcher (* 9. září 1966 v Detroitu, Michigan, USA) je bývalý americký hokejový obránce.

## Hráčská kariéra
Juniorskou kariéru začal v roce 1983 na North Bay Centennials, hrající v lize Ontario Hockey League.Za klub hrával dva roky a na postu obránce se vyznamenal především v útočné síle, což mu přineslo za 125 odehraných zápasů 112 kanadských bodů. V roce 1984 byl draftován v 1. kole (celkově 17.), týmem Washington Capitals. V začátcích Caps nastoupil do třech utkání v období 1984–1985 a vstřelil první gól ve své kariéře NHL. V následujících letech se stal významným hráčem pro klub, v každé sezóně postoupili do playoff, v průběhu sezóny 1992/93 se stal kapitánem, kapitánské céčko nosil i následující sezónu. Nejlepší sezónu prožil 1992/93, vstřelil 34 gólů (nejvíce ze všech obránců NHL) a připsal si 79 kanadských bodů. 18. ledna 1995 byl vyměněn do týmu Dallas Stars za Marka Tinordiho a Ricka Mrozika.
V Dallasu se potkal se svým bratrem Derianem, který teprve začínal druhou sezónu v NHL. Po úspěchu ve Světovém poháru v roce 1996 byl vyměněn do týmu Pittsburgh Penguins za Sergeje Zubova. V organizaci Pittsburgh Penguins odehrál tři sezóny a ve všech si zahrál playoff. 30. září 1999 byl vyměněn do týmu New York Rangers za Petera Popovice. Předposlední působiště bylo New York Rangers, s Rangers se nedokázali probojovat do playoff a ve své kariéře to bylo podruhé, co si nezahrál playoff. 31. července 2000 podepsal smlouvu s týmem Carolina Hurricanes jako volný hráč. Poslední působiště před ukončení kariéry byl Carolina Hurricanes. Přes Carolina Hurricanes se naposled nakoukl jak do hokejové dění tak do playoff, jelikož odehrál v NHL 17 sezón, v playoff nenastoupil jen dvakrát. V NHL odehrál přesně 1275 zápasů, nikdy však nezískal trofej Stanley Cup. 21. října 2010 byl uvedeni do hokejové síně slávy.

## Ocenění a úspěchy
- 1985 OHL - Druhý All-Star Tým
- 1990 NHL - All-Star Game
- 1991 NHL - All-Star Game
- 1992 NHL - All-Star Game
- 1993 NHL - Nejlepší střelec mezi obránci
- 1996 NHL - All-Star Game
- 1997 NHL - All-Star Game
- 21. října 2010 společně s bratrem byli uvedeni do hokejové síně slávy.[3]

## Prvenství
- Debut v NHL - 6. dubna 1985 (Pittsburgh Penguins proti Washington Capitals)
- První gól v NHL - 7. dubna 1985 (Washington Capitals proti Pittsburgh Penguins, brankáři Brian Ford)
- První asistence v NHL - 18. října 1985 (Buffalo Sabres proti Washington Capitals)

## Rekordy
- Nejlepší střelec mezi obránci v historii klubu Washington Capitals (149 golů).

## Klubové statistiky
| Sezóna       | Klub                  | Soutěž       |      | Základní část | Základní část | Základní část | Základní část | Základní část |    | Play off | Play off | Play off | Play off | Play off |
| Sezóna       | Klub                  | Soutěž       | Z    | G             | A             | B             | TM            | Z             | G  | A        | B        | TM       |          |          |
| 1982–83      | Detroit Compuware     | MNHL         | 75   | 30            | 40            | 75            | 120           | —             | —  | —        | —        | —        |          |          |
| 1983–84      | North Bay Centennials | OHL          | 67   | 10            | 39            | 49            | 61            | 4             | 2  | 2        | 4        | 11       |          |          |
| 1984–85      | North Bay Centennials | OHL          | 58   | 26            | 37            | 63            | 75            | 8             | 5  | 8        | 13       | 9        |          |          |
| 1984–85      | Washington Capitals   | NHL          | 2    | 1             | 0             | 1             | 0             | 1             | 0  | 0        | 0        | 0        |          |          |
| 1985–86      | Washington Capitals   | NHL          | 79   | 9             | 10            | 19            | 119           | 9             | 1  | 1        | 2        | 19       |          |          |
| 1986–87      | Washington Capitals   | NHL          | 78   | 8             | 16            | 24            | 144           | 7             | 1  | 0        | 1        | 20       |          |          |
| 1987–88      | Washington Capitals   | NHL          | 71   | 14            | 27            | 41            | 137           | 14            | 5  | 7        | 12       | 55       |          |          |
| 1988–89      | Washington Capitals   | NHL          | 62   | 13            | 27            | 40            | 101           | 6             | 1  | 4        | 5        | 20       |          |          |
| 1989–90      | Washington Capitals   | NHL          | 80   | 13            | 41            | 54            | 102           | 11            | 0  | 8        | 8        | 32       |          |          |
| 1990–91      | Washington Capitals   | NHL          | 79   | 24            | 50            | 74            | 69            | 11            | 3  | 3        | 6        | 8        |          |          |
| 1991–92      | Washington Capitals   | NHL          | 79   | 17            | 37            | 54            | 105           | 7             | 2  | 4        | 6        | 19       |          |          |
| 1992–93      | Washington Capitals   | NHL          | 83   | 34            | 45            | 79            | 114           | 6             | 0  | 1        | 1        | 14       |          |          |
| 1993–94      | Washington Capitals   | NHL          | 72   | 16            | 24            | 40            | 108           | 11            | 3  | 4        | 7        | 37       |          |          |
| 1994–95      | Dallas Stars          | NHL          | 47   | 10            | 19            | 29            | 66            | 5             | 2  | 1        | 3        | 2        |          |          |
| 1995–96      | Dallas Stars          | NHL          | 74   | 15            | 26            | 41            | 58            | —             | —  | —        | —        | —        |          |          |
| 1996–97      | Pittsburgh Penguins   | NHL          | 80   | 15            | 39            | 54            | 103           | 5             | 1  | 1        | 2        | 4        |          |          |
| 1997–98      | Pittsburgh Penguins   | NHL          | 74   | 19            | 29            | 48            | 66            | 6             | 1  | 0        | 1        | 12       |          |          |
| 1998–99      | Pittsburgh Penguins   | NHL          | 66   | 11            | 27            | 38            | 24            | 13            | 2  | 3        | 5        | 4        |          |          |
| 1999–00      | New York Rangers      | NHL          | 74   | 4             | 19            | 23            | 38            | —             | —  | —        | —        | —        |          |          |
| 2000–01      | Carolina Hurricanes   | NHL          | 57   | 4             | 14            | 18            | 38            | 6             | 0  | 0        | 0        | 6        |          |          |
| Celkem v NHL | Celkem v NHL          | Celkem v NHL | 1157 | 227           | 450           | 677           | 1392          | 118           | 22 | 37       | 59       | 252      |          |          |

## Reprezentace
| Rok                       | Tým                       | Soutěž                    | Z  | G | A | B | TM |
| ------------------------- | ------------------------- | ------------------------- | -- | - | - | - | -- |
| 1984                      | USA 20                    | MSJ                       | 7  | 1 | 0 | 1 | 0  |
| 1987                      | USA                       | KP                        | 5  | 0 | 0 | 0 | 4  |
| 1991                      | USA                       | KP                        | 8  | 0 | 4 | 4 | 12 |
| 1996                      | USA                       | SP                        | 7  | 0 | 3 | 3 | 4  |
| 1998                      | USA                       | OH                        | 3  | 0 | 2 | 2 | 0  |
| Juniorská kariéra celkově | Juniorská kariéra celkově | Juniorská kariéra celkově | 7  | 1 | 0 | 1 | 0  |
| Seniorská kariéra celkově | Seniorská kariéra celkově | Seniorská kariéra celkově | 23 | 0 | 9 | 9 | 20 |